# Giovan Battista Costa
Giovan Battista Costa, né le 3 décembre 1697 à Rimini et mort dans la même ville le 15 avril 1767, est un peintre rococo italien du XVIIIe siècle.

## Biographie
Né à Rimini en 1697, Giovan Battista Costa effectue ses premières études en littérature. Ce n'est qu'en 1715 qu'il commence à peindre, sous Giuseppe Alemanni, avec qui il restera jusqu'en 1718. Après avoir vu des œuvres de Giovanni Gioseffo dal Sole, il est devenu fasciné par celui-ci et déménage donc à Bologne, où il se conforme aux styles de Guido Reni et du Dominiquin. Dans la galerie du duc de Modène, en avril 1719, il est introduit aux peintres Giovanni Battista Tagliasacchi de Parme et Vincenzo Meucci de Florence, et découvre Le Corrège, qu'il étudie avec beaucoup de plaisir. Après la mort de Dal Sole et après avoir étudié brièvement avec Girolamo Donnini, il retourne à Rimini en 1722 où il établit une académie de nu au palais de C. F. Marcheselli, son protecteur et mécène.
Sa première « grande œuvre », selon Francesco Pellegrini, est une peinture représentant le miracle de Jean de Saint-Facond, commandée en 1723 par les pères augustins de Rimini et achevée en 1725 à Rome, où il s'était rendu pour s'inspirer. Lors de son séjour romain, il est fréquenté au palais du baron Michele D'Aste, où il avait établi domicile, par les peintres Francesco Trevisani, Sebastiano Conca, qui avait fréquenté l'académie de nu et Francesco Mancini (peintre). Ses travaux réalisés jusqu'en 1734 ont probablement été tous perdus, année où il est de passage à Venise pour observer les œuvres du Titien, Véronèse et le Tintoret. Il y exécute une toile qu'il donne à l'église Santa Croce (it) de Rimini. Il y œuvre de 1734 à 1752, exécutant à peu près toutes les peintures s'y trouvant maintenant, à l'exception du maître-d'autel. Il y prend notamment des inspirations de Dal Sole, Reni, Conca, Carracci et Crespi.
Il a aussi à l'époque œuvré pour différentes paroisses, comme pour l'église de San Girolamo de Rimini, pour qui il réalise le Mater Salvatoris, plus tard placé dans la chapelle San Michele, puis dans l'oratoire San Giovannino après l'incendie qui a détruit l'église. À partir d'un dessin de Francesco Rosaspina, Costa en effectue une gravure, de laquelle Giuseppe Soleri Brancaleoni s'inspire pour créer un tableau qui plus tard est devenu connu pour les miracles qui s'y sont reproduits.
En 1740, il devient membre honoraire de l'Accademia Clementina de Bologne et reçoit une médaille en bronze la même année en son honneur. Il rédige son testament le 3 décembre 1765, qu'il remet à son notaire Francesco Antonio Masì le 25 août de l'année suivante. Il meurt le 15 avril 1767 dans sa ville natale et est enterré au cimetière de l'église Santa Innocenza, plus tard détruite par un feu. À partir d'un dessin de son monument funéraire copié par Marcello Oretti, on apprend qu'il était étudiant de l'Accademia di San Luca.